# Сабеселио
Сабеселио (груз. საბესელიო) — село в Грузии, на территории Сенакского муниципалитета края (мхаре) Самегрело-Верхняя Сванетия.

## География
Село находится в западной части Грузии, к югу от реки Техури, на расстоянии приблизительно 3 километров (по прямой) к юго-востоку от города Сенаки, административного центра муниципалитета. Абсолютная высота — 25 метров над уровнем моря.

## Население
По результатам официальной переписи населения 2014 года в Сабеселио проживало 372 человека (180 мужчин и 192 женщина). В национальной структуре населения грузины составляли 99,7 %.
| Год  | Население, человек |
| ---- | ------------------ |
| 2002 | 393                |
| 2014 | ↘ 372              |